# 돈주
돈주는 조선민주주의인민공화국의 신흥 자본 계층이다.
1990년 후반에 일어난 고난의 행군으로 인한 배급제 붕괴로 탄생된 계층으로, 이들은 조선민주주의인민공화국 내에서의 제조업이나, 부동산, 고용시장, 고리대금업 등의 자본 활동에 큰 영향력을 행사한다.

## 활동
김정은 정권 초기인 2011~2015년엔 당시 실세였던 장성택 국방위원회 부위원장 등 노동당과 관련된 이들이 중국에 매년 10억 달러 이상의 석탄과 광물을 수출했다. 돈주들은 지난 20-30년 간 무역과 금융, 부동산, 유통 등 4개 분야에 뛰어들어 돈을 번 것으로 알려져있다. 이 예로 북한은 2012년부터 평양 시내에 창전거리, 은하과학자거리, 위성과학자거리, 미래과학자거리, 여명거리 등 5개 신시가지를 조성하는데 여명거리를 비롯한 고층 아파트들은 대부분 돈주들이 자금과 물자를 댄 것으로 알려졌고, 북한에서 ‘서비차’라고 부르는 시외버스도 대부분 돈주들이 운영하는 것으로 전해졌다.

## 위축
이처럼 북한의 경제도 자본주의처럼 변화하여 호황을 맞는 듯 했으나 이는 오래 가지 못하였다. 우선 2017년 8월 유엔 안보리는 대북 결의 2371호를 채택해 북한의 최대 외화벌이 수단인 석탄과 철광석, 수산물 수출을 전면 금지했다. 이어 코로나19 팬데믹 사태가 발생하면서 2020년 1월 이뤄진 북중 국경 봉쇄는 돈주들의 주요 돈벌이 수단인 중국 단둥에서 생활필수품과 물자를 수십대의 트럭으로 들여와 북한 전역의 400여개 종합시장과 장마당에 공급하던 유통과 무역을 중단시켰다. 북한은 지난 8월 국경 일부를 개방하고, 북중 간에는 다시 화물 열차가 다니고 항공기 운항도 재개됐지만 3년간의 폐쇄 때문에 돈주들이 파산하고, 이들이 운영하는 화물트럭은 보이지 않는다.
일본의 북한전문 매체인 ‘아시아 프레스’의 이시마루 지로 대표는 미국 ‘자유아시아방송’(RFA)과의 인터뷰에서 “돈주의 70-80%가 몰락했다”고 말했지만 탈북민 조충희 씨는 돈주들의 활동이 위축된 것은 사실이지만 70%는 과도한 것같다고 말하였다. 임을출 교수는 돈주들의 활동공간이 줄어든 것은 사실이지만 때를 봐서 다시 등장할 것이라고 말했다.

## 같이 보기
- 장마당
- 조선민주주의인민공화국
- 조선민주주의인민공화국의 경제
- 고난의 행군